# Silvije Glojnarić
Silvije Glojnarić (Ladislavec, 2. prosinca 1936.) hrvatski dirigent, bubnjar, skladatelj i glazbeni urednik.

## Životopis
Na Muzičkoj akademiji u Zagrebu diplomirao je kompoziciju i glazbenu teoriju u klasi Natka Devčića 1979. godine, dok je od 1959. godine bio bubnjar u Plesnom orkestru Radio-televizije Zagreb, a surađivao je i s jazz-orkestrom zapadnoberlinskog radija (Sender Freies Berlin). Svirao je u Zagrebačkom jazz kvartetu i u Zagrebačkom jazz kvintetu, a od 1979. bio je dirigent Tamburaškog orkestra RTZ, a također, vodio je i Zabavni orkestar. Preko deset godina bio je šef dirigent Jazz orkestra HRT. Surađivao je s mnogim jazz glazbenicima (Johny Griffin, Art Farmer). Većinom je skladao za jazz orkestre (Anabella, Aniana, Atomic Griff, Dreams ...), a bio je suradnik na mnogim televizijskim i radijskim emisijama. Godine 2009. odlikovan je Redom Danice hrvatske s likom Marka Marulića, a 2019. dobio je Porina za životno djelo